# وس رمزی
وس رمزی (انگلیسی: Wes Ramsey؛ زادهٔ ۶ اکتبر ۱۹۷۷) یک هنرپیشه اهل ایالات متحده آمریکا است. وی از سال ۲۰۰۰ میلادی تاکنون مشغول فعالیت بوده‌است.
از نقش‌آفرینی‌های او می‌توان به بازی در فیلم آخرالزمان اشاره کرد.